# Sinton (Texas)
Sinton es una ciudad ubicada en el condado de San Patricio en el estado estadounidense de Texas. En el Censo de 2010 tenía una población de 5665 habitantes y una densidad poblacional de 774,8 personas por km².

## Geografía
Sinton se encuentra ubicada en las coordenadas 28°2′27″N 97°30′53″O / 28.04083, -97.51472. Según la Oficina del Censo de los Estados Unidos, Sinton tiene una superficie total de 7.31 km², de la cual 7.29 km² corresponden a tierra firme y (0.35%) 0.03 km² es agua.

## Demografía
Según el censo de 2010, había 5665 personas residiendo en Sinton. La densidad de población era de 774,8 hab./km². De los 5665 habitantes, Sinton estaba compuesto por el 87.13% blancos, el 2.42% eran afroamericanos, el 0.48% eran amerindios, el 0.48% eran asiáticos, el 0% eran isleños del Pacífico, el 7.66% eran de otras razas y el 1.84% pertenecían a dos o más razas. Del total de la población el 71.63% eran hispanos o latinos de cualquier raza.